# Rue de Vaugirard
Rue de Vaugirard je ulice v Paříži. Prochází 6. a 15. obvodem. Se svými 4360 m je nejdelší ulicí v Paříži. Je pojmenovaná po bývalé obci připojené k Paříži.

## Poloha
Ulice vede od křižovatky s Boulevardem Saint-Michel a směřuje západním směrem po severním okraji Lucemburských zahrad, odtud se stáčí na jihozápad a pokračuje až na okraj města k Maršálským bulvárům Boulevard Lefebvre a Boulevard Victor naproti Výstavišti Porte de Versailles.

## Historie
Vaugirard je zkomolenina z Val Gérard neboli Gérardovo údolí. Gérard de Moret byl opatem v Saint-Germain-des-Prés, který přispěl ve 13. století k rozvoji zdejší vesnice nazývané jeho jménem. Z původního Valgérard přes Vaulgérard vzniklo dnešní Vaugirard.
V 16. století vedla od pařížských hradeb (u dnešní Rue Monsieur-le-Prince) cesta k obci Vaugirard. Tato silnice sama kopírovala starou římskou silnici. Po připojení okolních obcí k Paříži v roce 1860 se Vaugirard i se silnicí staly součástí města. Během Haussmannovy přestavby byla silnice prodloužena na východ kvůli napojení na Boulevard Saint-Michel, ovšem toto prodloužení nepředstavuje ani 1 % celkové délky ulice.

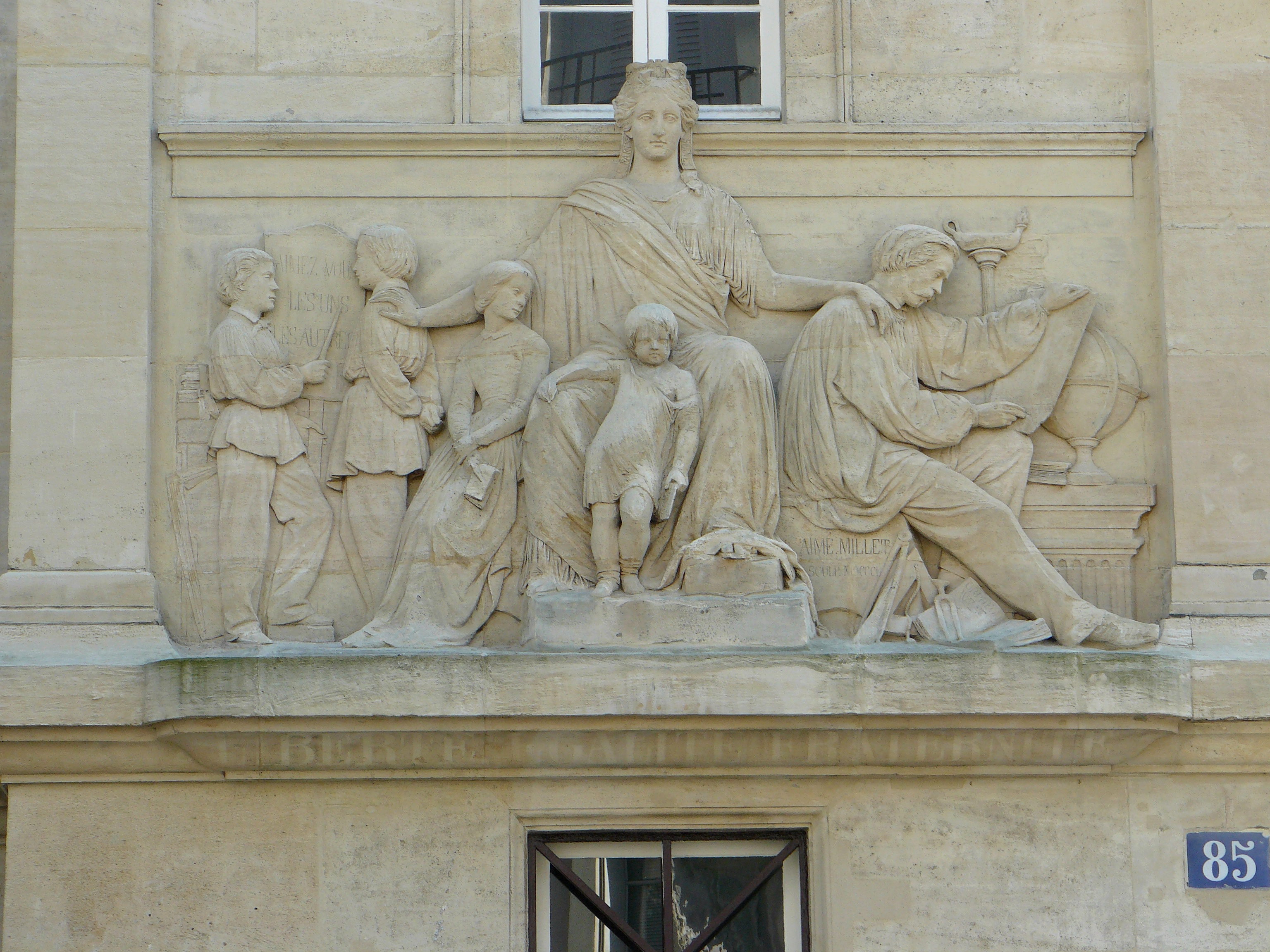
Reliéf na domě č. 85

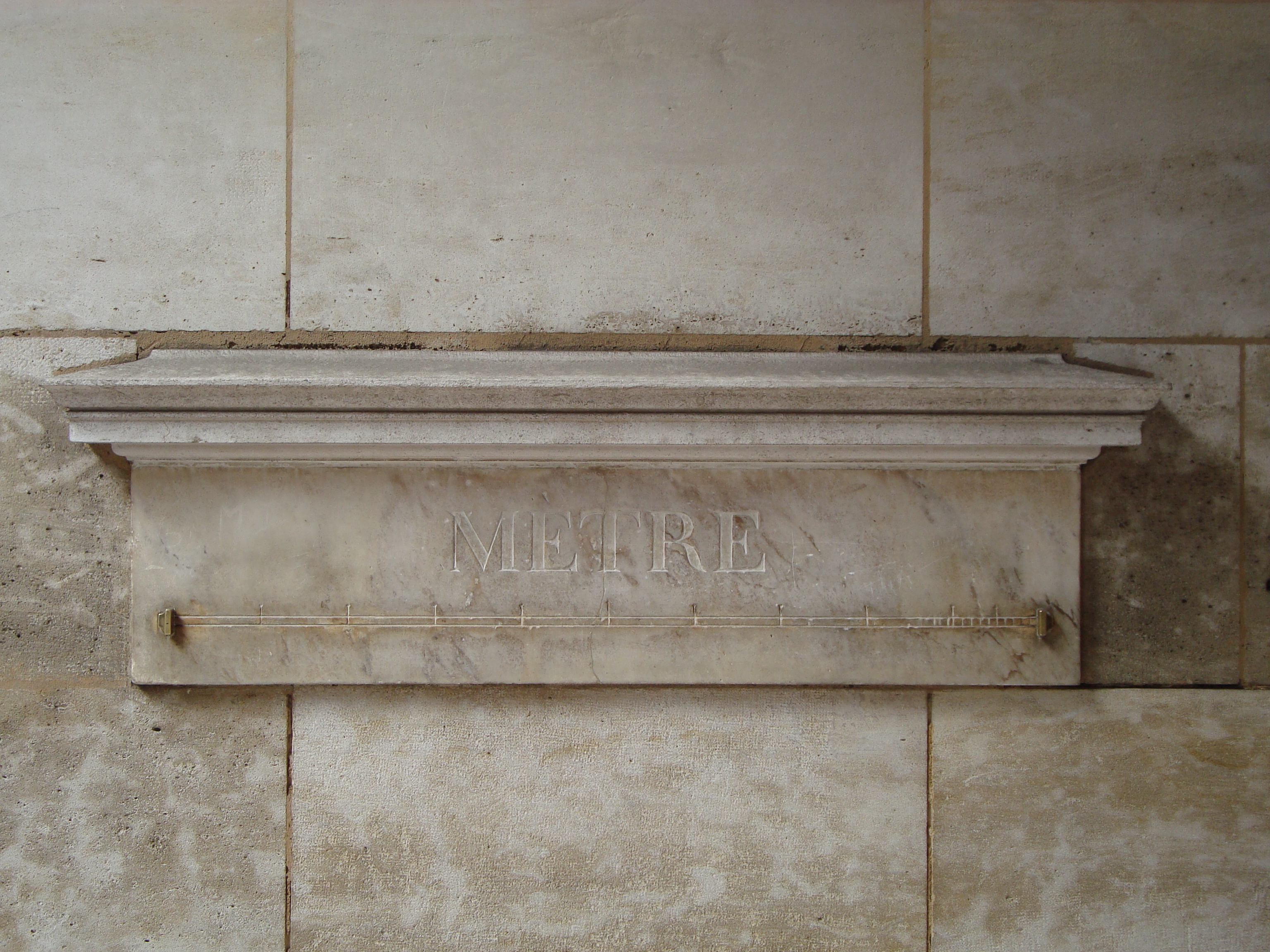
Etalon metru na domě č. 36

## Významné stavby
- Dům č. 13: bývalá míčovna jeu de paume přeměněná na jezdeckou školu, která zde působila do roku 1733.
- Dům č. 36: Jean-François Chalgrin zde umístil jednu ze 16 mramorových desek, na kterých byl vyryt etalon metru.
- Dům č. 70: bývalý klášter karmelitánů chráněný jako historická památka včetně kostela Saint-Joseph-des-Carmes.
- Dům č. 85: chráněn jako historická památka, fasádu zdobí basreliéf sochaře Aimé Milleta (1819–1891) z roku 1850. V budově sídlila École technique de photographie et de cinéma, dnešní École nationale supérieure Louis-Lumière přesunutá do Noisy-le-Grand.
- Dům č. 95: budova v secesním stylu z roku 1891 architekta Ferdinanda Glaize.
- Dům č. 104: nacházel se zde internát, který navštěvovali např. François Mitterrand nebo Édouard Balladur.
- Dům č. 238: od roku 2011 sídlo UMP.
- Podél ulice se nacházejí i další významné stavby jako Pasteurův ústav, Lucemburský palác a Lucemburské zahrady, Théâtre de l'Odéon nebo Lycée Saint-Louis.